# Saint-Appolinard (Isère)
Saint-Appolinard – miejscowość i gmina we Francji, w regionie Owernia-Rodan-Alpy, w departamencie Isère.
Według danych na rok 1990 gminę zamieszkiwało 289 osób, a gęstość zaludnienia wynosiła 27 osób/km² (wśród 2880 gmin regionu Rodan-Alpy Saint-Appolinard plasuje się na 1340 miejscu pod względem liczby ludności, natomiast pod względem powierzchni na miejscu 1067).